# 戴维·比利亚沃纳
戴维·比利亚沃纳（西班牙語：David Villabona，1969年12月5日—），西班牙男子足球运动员，司职中场。他曾代表西班牙国奥队参加1992年夏季奥林匹克运动会足球比赛，获得一枚金牌。